# 新潟県道211号三仏生片貝線
新潟県道211号三仏生片貝線（にいがたけんどう211ごう さんぶしょうかたかいせん）は、新潟県小千谷市内を通る一般県道である。

## 概要
ゼンリンデータコム提供の電子地図(「yahoo!地図」等）では、当県道の一部（小千谷市高梨町～終点）が「県道221号」として誤って記載されている（2016年（平成28年）5月14日現在）。
- 1931年 に終点の近くにある 小粟田原に中越飛行場がつくられ、当道路を戦車がいきかったことから、通称「戦車道路」と呼ばれている。

### 路線データ
- 起点：新潟県小千谷市大字三仏生字金塚（国道17号・国道117号交点）起点（三仏生交差点）

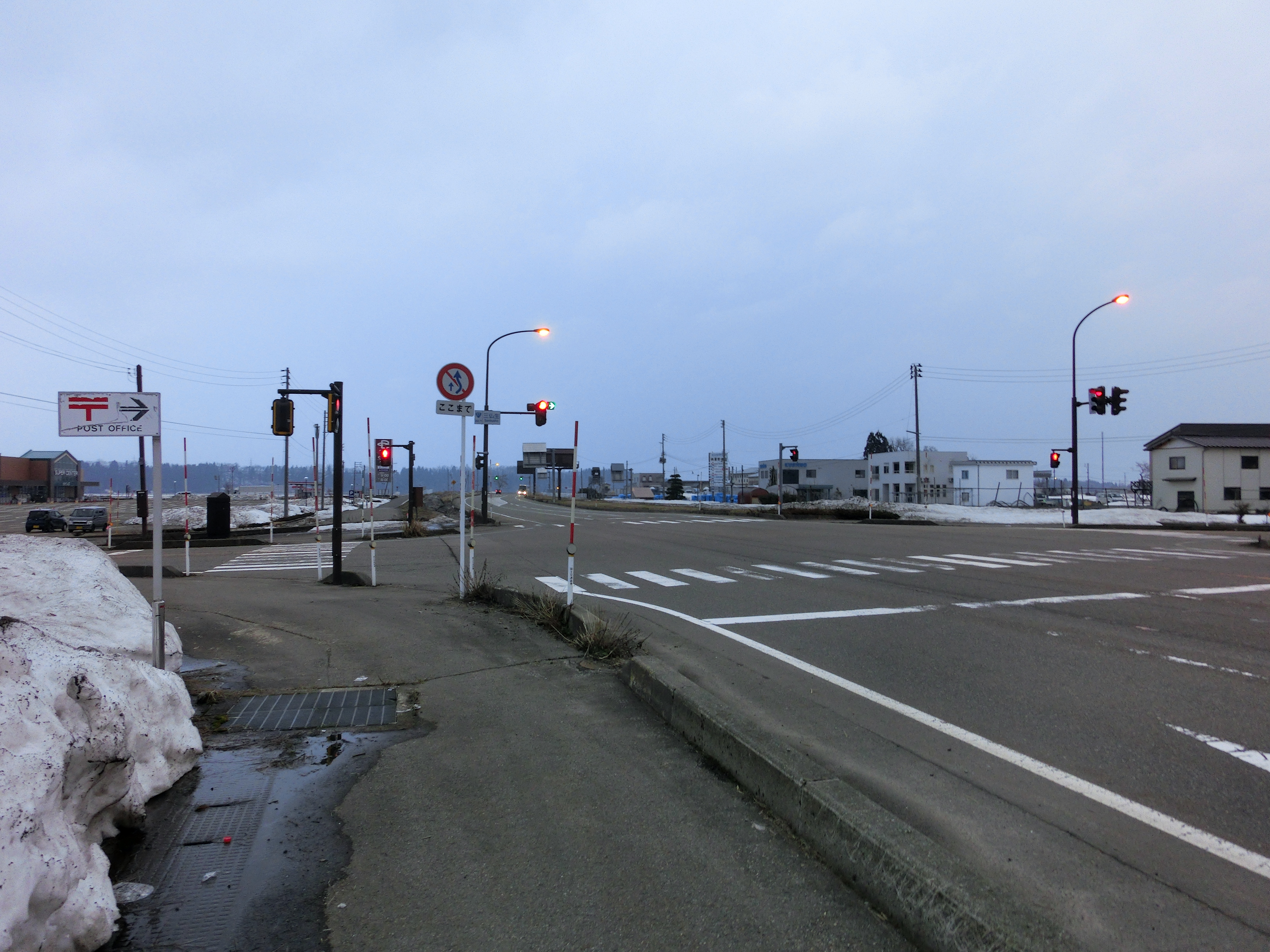
起点（三仏生交差点）

- 終点：新潟県小千谷市片貝町字平（新潟県道10号長岡片貝小千谷線交点）

## 地理

### 通過する自治体
- 新潟県
小千谷市

### 交差する道路
- 国道17号（小千谷バイパス）・国道117号（起点：三仏生交差点）
- 国道17号（小千谷バイパス）（高梨交差点）
- 国道351号（高梨交差点 - 小千谷市高梨町で重複）
- 新潟県道10号長岡片貝小千谷線（終点：片貝山屋交差点）

### 沿線
- 関越自動車道 片貝BS
- 小千谷市立千田中学校
- 小千谷市立千田小学校
- 小千谷市立和泉小学校
- JA越後おぢや 千田支店
- 三仏生郵便局
- 越後製菓
  - 高梨工場
  - 片貝工場
- NIPPO 北信越支店 小千谷合材工場
- ベイシア 小千谷店
- 信濃川